# Maria da Glória Garcia
Maria da Glória Ferreira Pinto Dias Garcia GOIH • GCIP (Coimbra, 6 de novembro de 1953) é uma jurista e professora universitária portuguesa.

## Biografia
Licenciada em Direito pela Faculdade de Direito da Universidade de Coimbra e com Mestrado e Doutoramento em Direito Público na Faculdade de Direito da Universidade Católica Portuguesa, onde é Professora Catedrática.
A 4 de março de 1996, foi agraciada com o grau de Grande-Oficial da Ordem do Infante D. Henrique.
Entre 2012 e 2016, desempenhou as funções de Reitora da Universidade Católica Portuguesa. Em consequência, foi agraciada com o grau de Grã-Cruz da Ordem da Instrução Pública a 14 de outubro de 2016.